# Barbara Nath-Wiser
Barbara Nath-Wiser (* 28. Februar 1949 in Linz) ist eine österreichisch-indische Ärztin.
Barbara Nath-Wiser studierte in Wien Medizin und emigrierte nach Abschluss des Studiums 1978 nach Indien, um eine Yogaausbildung zu machen und  machte dort die Bekanntschaft ihres Lehrers und späteren Ehemannes Krishan Nath Baba. Sie gründete 1984 das Nishtha – Rural Health, Education and Environment Center (Sanskrit nishta „Vertrauen“) für die Bevölkerung des Kangratals im Heimatort ihres Gatten Krishan Nath Baba, Sidhbari im nordindischen Staat Himachal Pradesh. Neben konventionellen Behandlungsmethoden bietet dieses Gesundheitszentrum auch Homöopathie, Akupunktur und Ayurveda an.
Im Jahr 1986 verstarb ihr Gatte. Barbara Nath-Wiser entschied sich in Indien zu bleiben und ihr Projekt fortzuführen. 2004 wurde Barbara Nath-Wiser mit dem Two Wings Award ausgezeichnet. 2005 wurde sie im Rahmen von 1000 Frauen für den Friedensnobelpreis 2005 für den Friedensnobelpreis nominiert. 2015 bekam sie das Goldene Ehrenzeichen für Verdienste um die Republik Österreich für „hervorragende Sozialarbeit“, das der Ordenstufe Ritter entspricht.
Aus Nath-Wisers Ehe gingen zwei Kinder hervor.